# 항등식
수학에서 항등식(恒等式, identity)은 등식의 일종으로, 항등식에는 크게 두 가지의 정의가 있다.
첫 번째 정의는 등식 내부의 특정한 변수가 복소수의 범위에서 어떤 값으로 변하든 항상 참을 만족하는 등식이다.
예 : x에 대한 항등식{\displaystyle (x+2)^{2}=x^{2}+4x+4}에서 {\displaystyle x}가 복소수의 범위에서 어떤 값으로 변해도 등식을 만족한다.

두 번째 정의는 등식의 양 변에서 특정한 문자의 차수에 따른 문자들의 계수가 각각 모두 같은 등식이다.
예 : {\displaystyle x}에 대한 항등식{\displaystyle 2x^{3}-3x^{2}+13x+2=2x^{3}-3x^{2}+13x+2}은 등식의 양 변에서 {\textstyle x}의 차 수에 따른 {\textstyle x}의 계수들이 각각 모두 같다.

항등식은 이 특정한 변수들을 구분하기 위해 (특정한 문자)에 대한 항등식이라고 부르며, 항등식에서 변수로 분류되는 문자 이외의 문자들은 모두     "상수" 여야 한다는 약속이 있다.
등식에는 모두 방정식, 항등식, 항상 거짓인 등식 (불능)이 있다. 이 세 가지 부류의 등식을 효율적으로 구분하기 위해서, 항등식 만의 독특한 성질을 따로 분류하여야 한다. 연산의 기본 성질을 활용하여 변형되는 식은 모두 항등식이다. 
예를 들어, {\displaystyle \sin \theta =1}의 경우는 특정 값에 대해서 만 참을 만족하는 반면, {\displaystyle \sin ^{2}\theta +\cos ^{2}\theta =1}은 {\displaystyle \theta } 값에 관계 없이 항상 참을 만족한다. 즉, 두 번째의 식은 항등식이다.
사칙연산에 있어 다음은 모두 항등식이다.
- {\displaystyle a+0=0+a=a}
- {\displaystyle a-0=a}
- {\displaystyle a\times 1=1\times a=a}
- {\displaystyle {a \over 1}=a}

모든 {\displaystyle x}에 대하여 성립하다. 
임의의 {\displaystyle x}에 대하여 성립한다. 
{\displaystyle x}값에 관계없이 성립한다. 
어떤 {\displaystyle x}의 값을 대입해도 성립한다. 
위의 표현은 모두 위의 첫번째 정의에서 나온 표현들로, 어떤 등식이 이 표현의 수식을 받는다면 항등식의 정의에 따라 그 등식은 {\displaystyle x}에 대한 항등식이다.

## 같이 보기
- 야코비 항등식
- 프로이즈볼로프 항등식
- 라그랑주 항등식
- 제르맹 항등식
- 워드-다카하시 항등식
- 피르츠 항등식
- 오일러의 네 제곱수 항등식
- 데겐의 여덟 제곱수 항등식
- 방정식